# Карби (збірка Бажана)
«Карби» — збірка поезій українського поета Миколи Бажана, видана у 1978 році у видавництві Радянський письменник накладом у 8000 примірників. У 2019 році книжка увійшла до переліку ста найкращих українських творів за версією українського ПЕН-у.

## Зміст
До збірки увійшло 13 окремих віршів, а також цикл «Нічні концерти», який вважається однією з вершин творчости Миколи Бажана.

## Критика
На думку Юрія Коваліва,
…остання збірка поезій Б. «Карби» містить низку напрочуд щирих ліричних мініатюр […]. Змінюється й стиль Бажана, відходять на другий план рвучкі, енергійні ритми, монументальна важкість синтаксису, а натомість приходять прозорість майже акварелі малюнків і лагідна інтонація душевної втоми.
Дмитро Павличко відзначає «молодечу стривоженість» Бажанових інтонацій, яка
…не дозволяє рівномірно дихати й розважливо розмовляти і, де тільки може, розвалює питомо бажанівську епічну манеру оповіді. Здається, в «Карбах» більше, ніж у будь-якій іншій поетичній книжці, виступає Бажан-лірик.

## Значення
На думку Віри Агеєвої,
|  | є всі підстави говорити про поступове, але неухильне розмежування видатних митців тогочасу з радянською літературою, радянською аксіологією: з кожною новою збіркою Микола Бажан має чимраз менше спільного з соціалістичним реалізмом, усе очевидніше окреслюється його постава першорядного письменника-модерніста. Не без відступів і реверансів цензурі, не без «ленінських паровозів», обов'язкових для того, щоби книжка пройшла головлітівське чистилище, але шлях стелився висхідний . |

## Цікаві факти
- Гурт Zapaska у пісні «Запитайся»[5] використовує слова з вірша Миколи Бажана «На луг лягло благословіння снігу», що увійшов до збірки «Карби».